# آروچ
آروچ (به ارمنی: Արուճ) یک روستا در ارمنستان است که در استان آراگاتسوتن واقع شده‌است. در کیلومتری شمال آشتاراک، مرکز استان آراگاتسوتن واقع شده‌است.

## خصوصیات
آروچ ۱٬۰۱۶ نفر جمعیت دارد و در ارتفاع متر (پا) بالاتر از سطح دریا قرار گرفته‌است.